# حقوق الإنسان في ساحل العاج
ساحل العاج هي دولة جنوب الصحراء الكبرى في غرب أفريقيا. ديمقراطية رئاسية تمثيلية تجري حماية الحقوق فيها من خلال الدستور والقانون الدولي والقانون العام. بصفتها عضواً في اللجنة الأفريقية لحقوق الإنسان والشعوب، فهي طرف في الميثاق الأفريقي لحقوق الإنسان والشعوب وموقِع على الاتفاقيات الدولية الرئيسية لحقوق الإنسان. في عام 2011، شهدت الحرب الأهلية الإيفوارية الثانية زيادة في العنف وانتهاكات في حقوق الإنسان. على الرغم من إحراز تقدم نحو المصالحة، فإن محاكمة السيدة الأولى السابقة سيمون غباغبو (التي جرت تبرئتها في عام 2017) تشير إلى عدم معالجة الأسباب الجذرية؛ لم يُدن أحد بارتكاب جرائم ضد الإنسانية. وفقًا لتقرير منظمة حقوق الإنسان لعام 2018، فإن «عدم الانضباط المستمر من قبل أفراد الأجهزة الأمنية والتمردات العنيفة للجيش تظهر هشاشة الاستقرار المكتشف حديثًا في البلاد».